# 恽鸿仪宅
恽鸿仪宅，位于江苏省常州市天宁区，是中华人民共和国江苏省文物保护单位之一。是清朝貴陽知府惲鴻儀的故居。
2011年12月30日，授予江苏省文物保护单位，是一座古建筑。